# Josef Ernst (Politiker)
Josef Ernst (* 30. März 1882 in Osterfeld, Kreis Recklinghausen; † 19. August 1959 auf Norderney) war ein deutscher Politiker und Geschäftsmann.

## Leben
Josef Ernst, Sohn des Steigers Adam Ernst, war von 1896 bis 1902 Seemann. Er arbeitete danach in der Emaillierindustrie. Von 1909 bis 1914 war er Geschäftsführer des Deutschen Metallarbeiterverbands in Hagen. Außerdem war er von 1911 bis 1914 Vorsitzender des dortigen Gewerkschaftskartells. Von 1914 bis 1918 war Ernst Soldat im Ersten Weltkrieg. Im Jahr 1917 trat er von der SPD zur USPD über. Er gehörte bis 1931 der USPD an und war danach Mitglied der SAP.
Während der Novemberrevolution war er Vorsitzender des Soldatenrates der VIII. Armee. Anschließend war er Volkskommissar in Hagen und Stadtkommandant von Krefeld. Außerdem nahm er am 1. Reichsrätekongress in Berlin teil. Er kandidierte in der Wahl zur Verfassunggebenden Preußischen Landesversammlung, wurde jedoch nicht gewählt. In der Weimarer Nationalversammlung war er Abgeordneter der USPD. Während des Kapp-Putsches 1920 war er Leiter der militärischen Abwehrzentrale des Ruhrgebiets gegen die Putschisten. 1921 wurde er in den Provinziallandtag der Provinz Hannover gewählt, trat aber im gleichen Jah zu Gunsten seines Parteifreundes Beerend Zaayenga zurück. Von 1920 bis 1924 war Ernst Mitglied des Reichstages. Außerdem gehörte er in den 1920er Jahren dem Gemeinderat von Norderney und dem Kreistag Norden an.
Beruflich ging Ernst nach 1918 verschiedenen Tätigkeiten nach. So war er zunächst Schriftsteller und Lebensmittelhändler in Hagen. Danach war er Buchmacher in Dortmund. Zeitweise war er Syndikus des Reichsverbandes deutscher Buchmacher in Berlin. Im November 1929 war er Mitbegründer der „Sportzeitungs- und Nachrichtenvertriebsgesellschaft m. b. H“ (Spona). 1933 wurde ihm – als „Reichsflüchtigem“ – die Teilnehmerschaft aberkannt.
Unmittelbar nach dem Reichstagsbrand am 27./28. Februar 1933 entging Ernst der Verhaftung durch die Berliner SA-Standarte Merker. Seine Wohnung in Berlin wurde von der SA ausgeplündert. Ernst gelang es, über die Tschechoslowakei nach Holland zu flüchten. Nach einem Gefängnisaufenthalt in der Tschechoslowakei wegen Waffenverkaufs an die republikanische Regierung Spaniens kehrte Ernst 1938 als Direktor einer Grundstücksfirma nach Deutschland zurück und lebte auf Norderney. In Deutschland und Holland unterhielt er über die Abwehr unter Wilhelm Canaris Kontakte zum Widerstand gegen Hitler. Nach dem 20. Juli 1944 entkam er zwei weiteren Versuchen, in ein KZ eingeliefert zu werden.
Nach dem Zweiten Weltkrieg wurde Ernst als „Opfer des Faschismus“ anerkannt. Am 20. Januar 1946 gründete er die Radikal-Demokratische Partei, die sich als „Gemeinschaft des werktätigen Volkes“ verstand. Später trat Ernst der FDP bei. Von 1948 bis 1952 war er Bürgermeister von Norderney und bis zu seinem Tod für die FDP Mitglied des Gemeinderates.